# ایسلند (فیلم)
ایسلند (انگلیسی: Iceland) فیلمی در ژانر موزیکال است که در سال ۱۹۴۲ منتشر شد. از بازیگران آن می‌توان به سونیا هنیه، جان پاین، و جک اوکی اشاره کرد.